# Paracryphiaceae
Paracryphiaceae es una familia de angiospermas eudicotiledóneas perteneciente al orden Paracryphiales.  La familia incluye tres géneros, Paracryphia, Quintinia y Sphenostemon. Son árboles pequeños a medianos, con hojas coriáceas, pecioladas, simples y enteras. Las inflorescencias se encuentran en panículas. Son nativas de las regiones tropicales de Nueva Caledonia.